# Антена (биологија)
Антене су специфична структура (најчешће модификован екстремитет) на глави појединих бескичмењака. На антенама се често налазе хемијска и тактилна чула.